# Albert Demuyser
Albert-Joseph-Léon (Bob) Demuyser (Laken, 3 september 1920 – Ukkel, 15 juni 2003) was een Belgische kunstschilder en renpaardeigenaar. In zijn werk had hij een voorkeur voor natuurgetrouwe afbeeldingen van paarden.

## Artistieke carrière

### 1980 - 1983
Norcliffe  - Gap of Dunloe - Sharpman - Trepan - Sharafaz - Raja Baba - Vitriolic - Étalon Anglais - Le Laboureur - Playfull River (1982) - Our Talisman - Top Command - Hawkin's Special - Shirley Heights (1982) - Cadoudal - Concertino - Assert (1982) - Is It Safe - Peire (1983) - Never have Mercy - Northern Baby (1983) - Toscanito
Handtekening : Demuyser 

### 1984 - 1997
Realm Sound - Gap of Dunloe - Prince Rose - Rare Stone - North Jet - Noblequest (1985) - Wouter Raphorst - Chief Singer (1985) - Hegor The Horrible - Lou Piguet - Flash of Steel - Crystal So - Mr. Paganini - Northern Sound - Master Reef - Danehill's foal - Le Labrador - Knight Moves (1993) - Daggers drawn (1997) - Garuda (Yearling) - Crying Knight - The farrier - Be My Best

Handtekening : Demuyser Bob 

## Galerij

### Olieverf op canvas

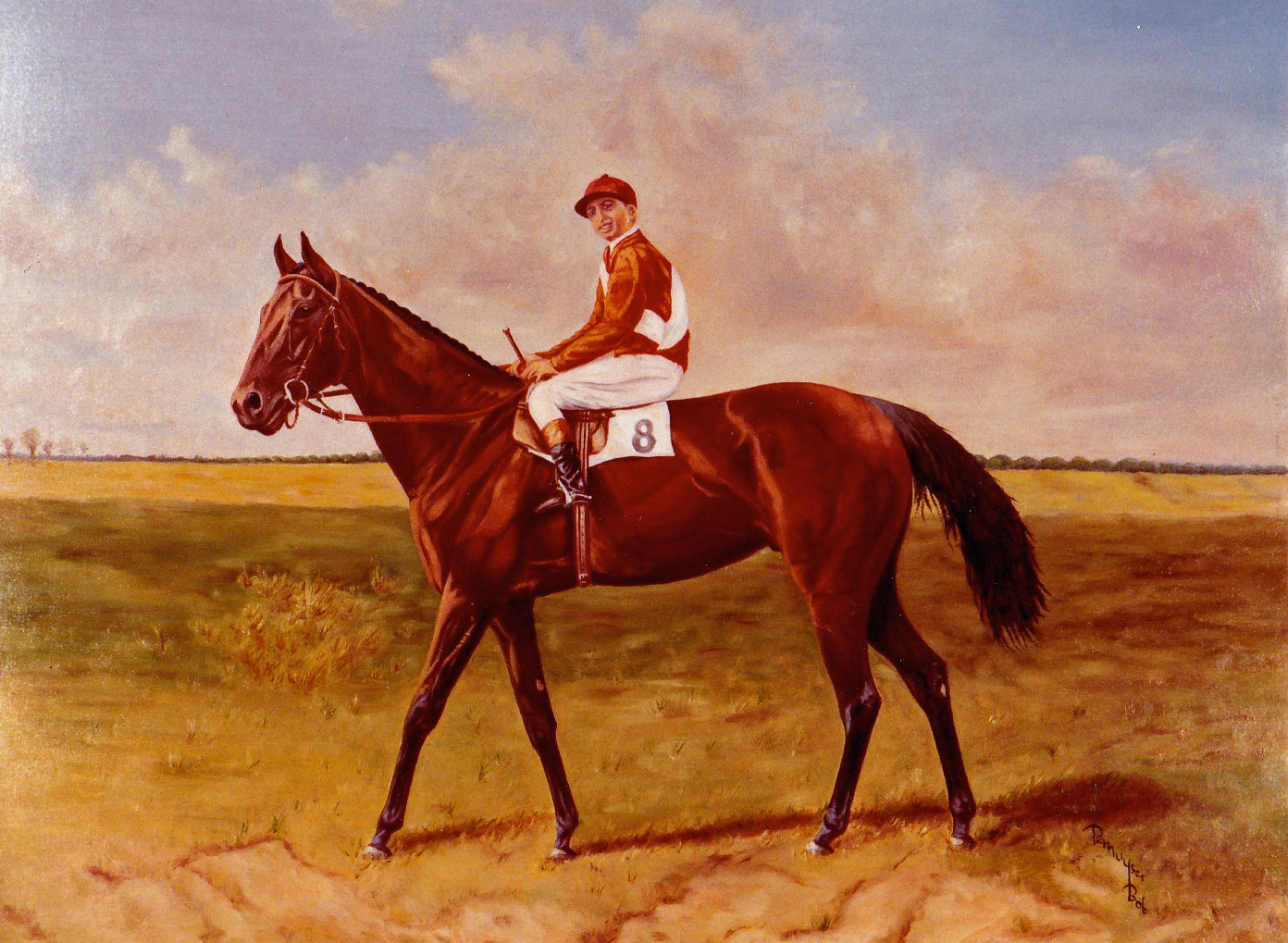
Prince Rose
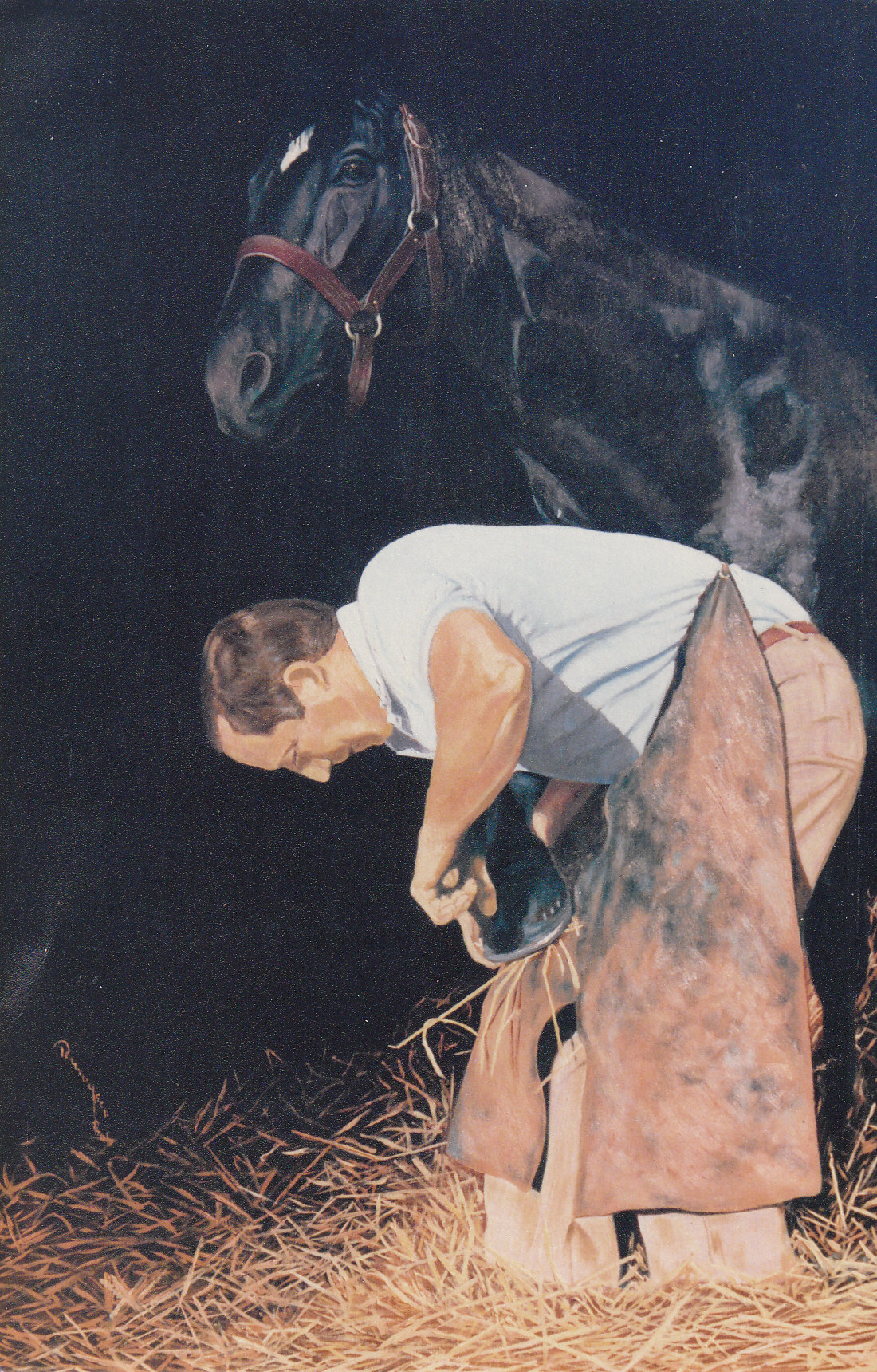
De hoefsmid
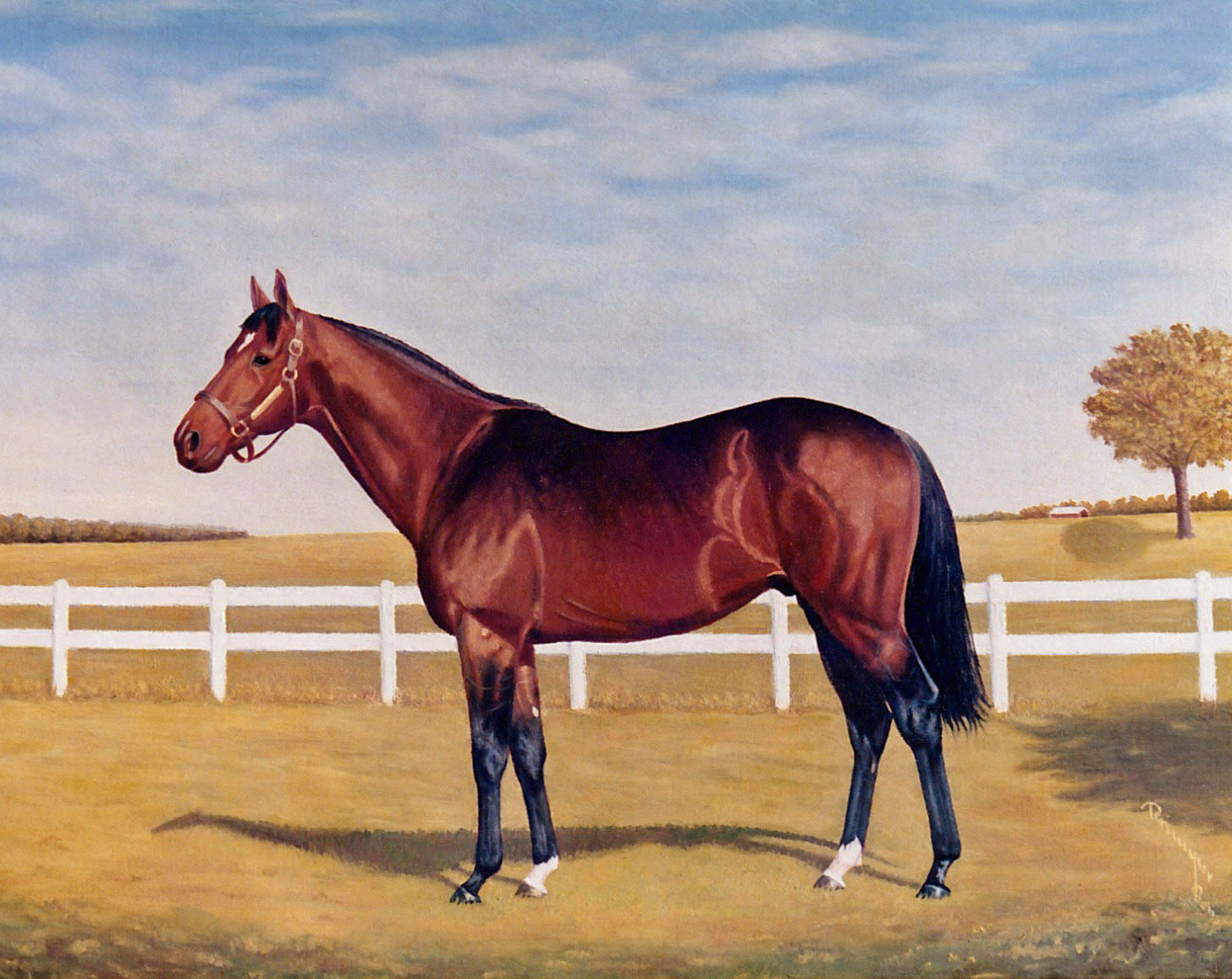
Lou Piguet
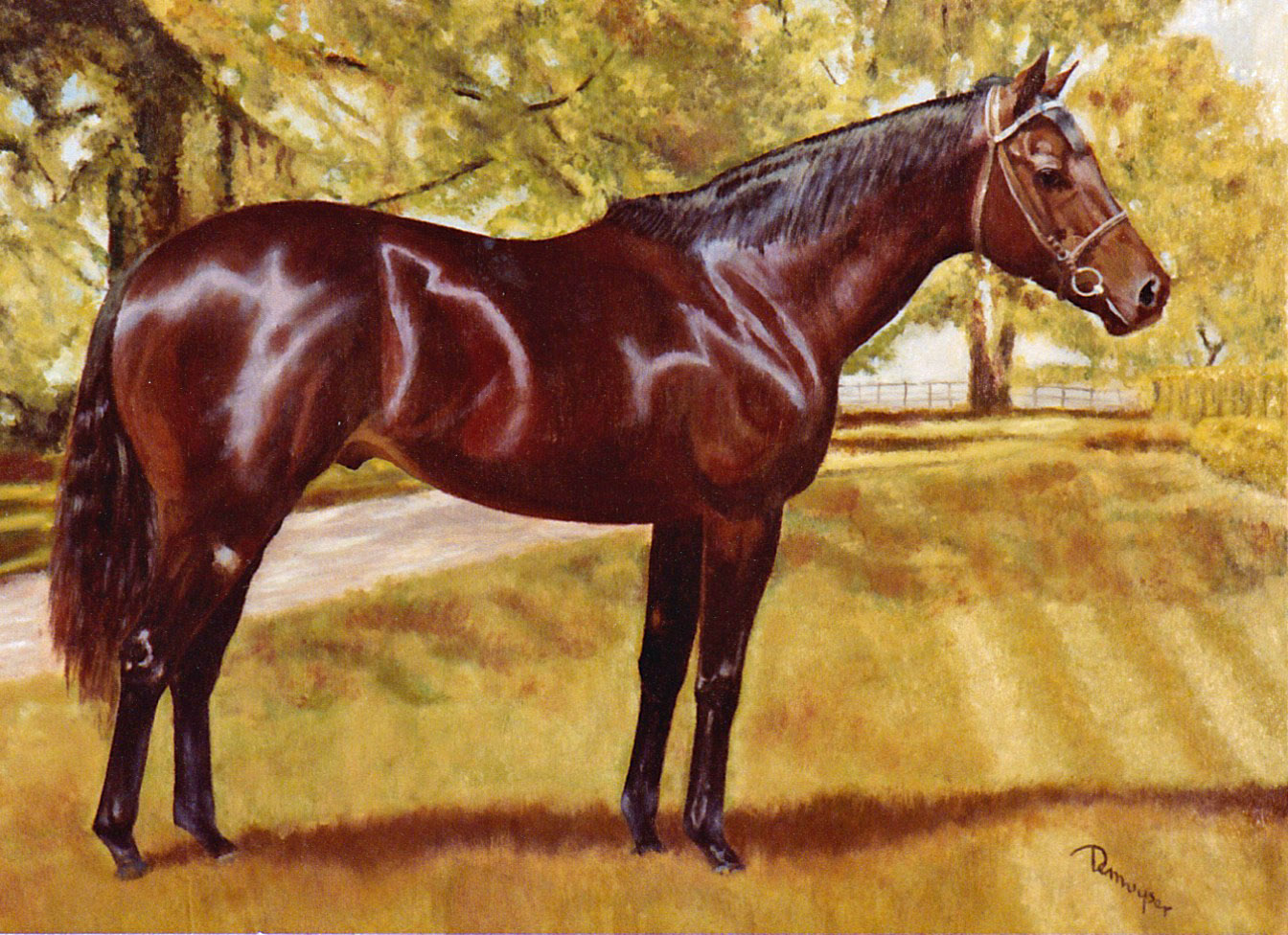
Our Talisman
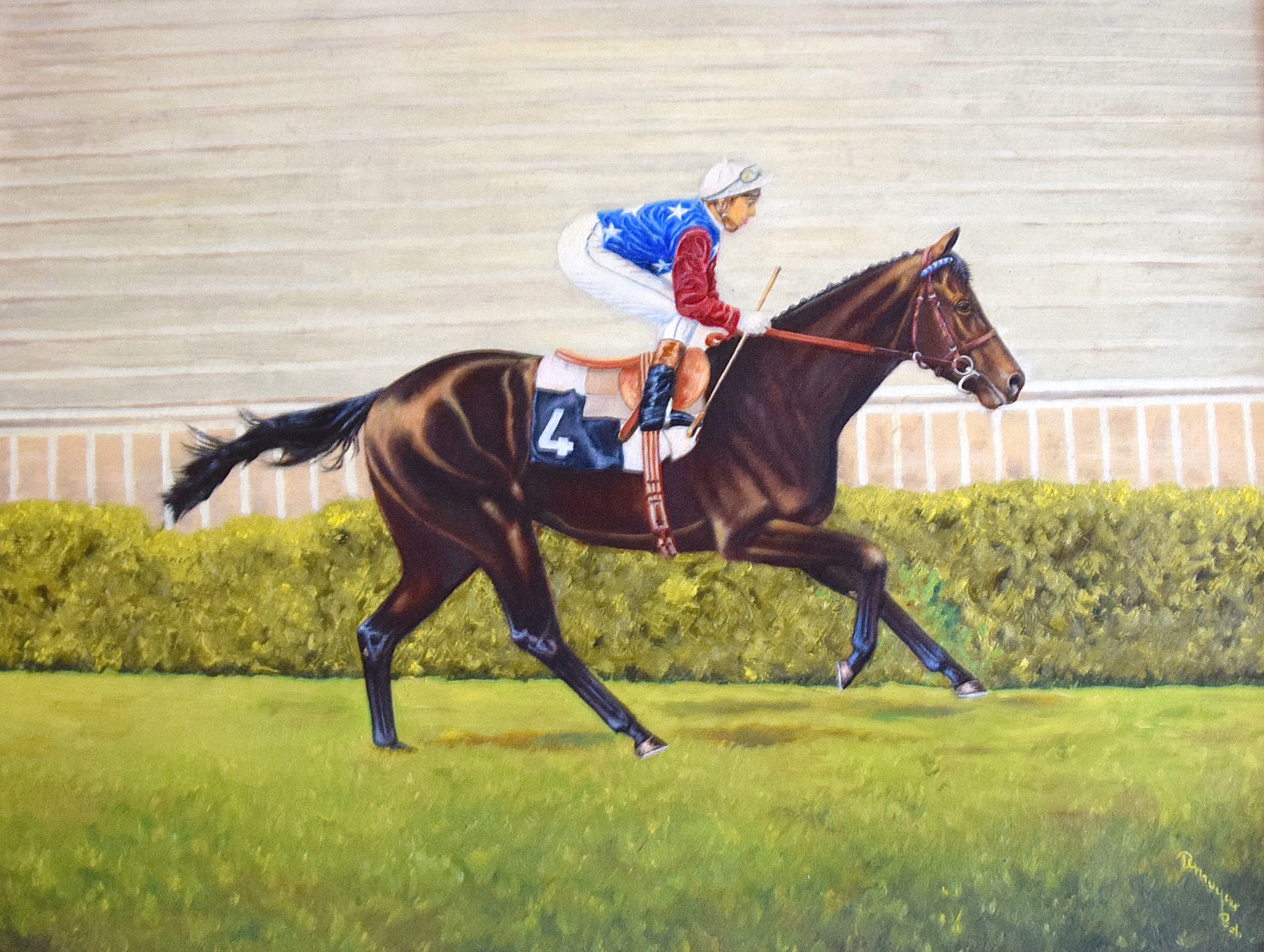
Gap of Dunloe
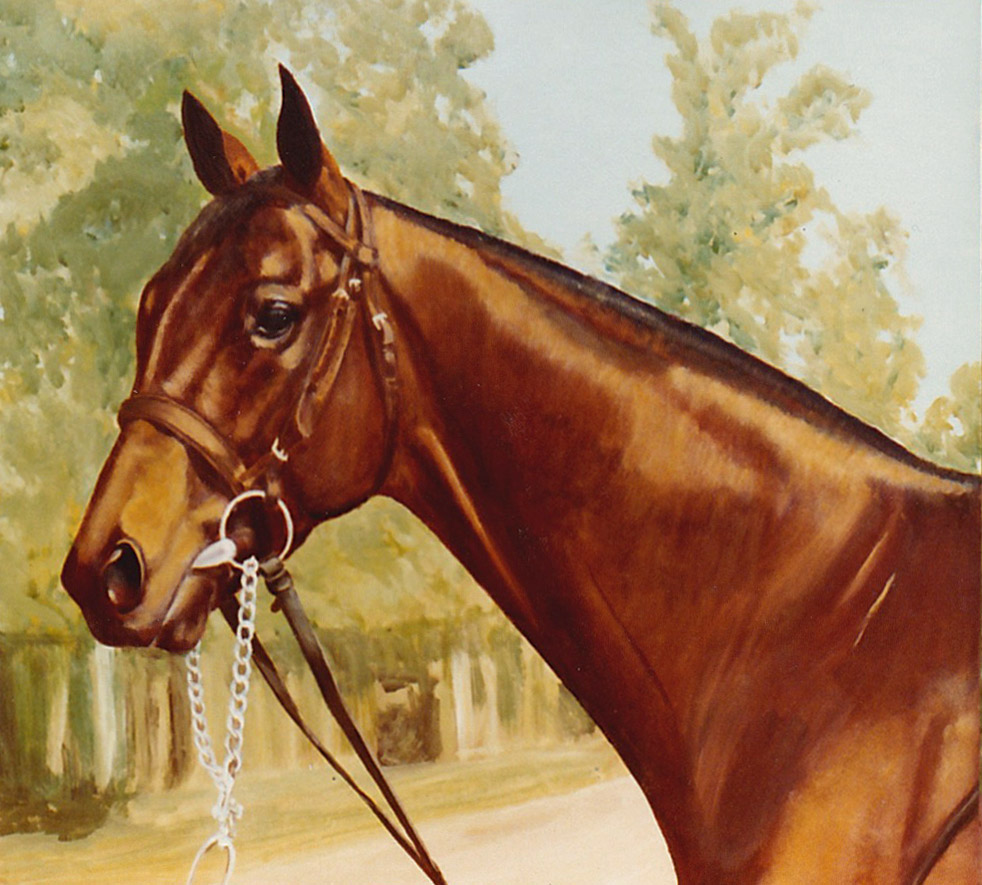
Norcliffe
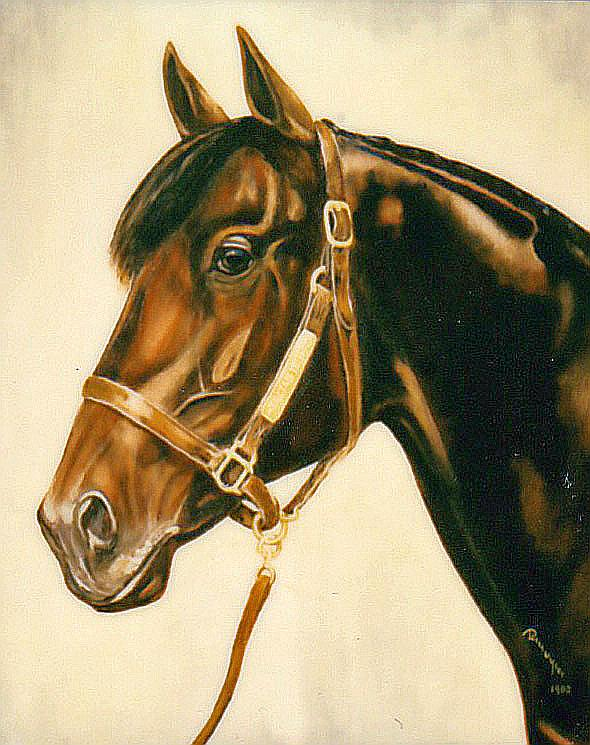
Shirley Heights
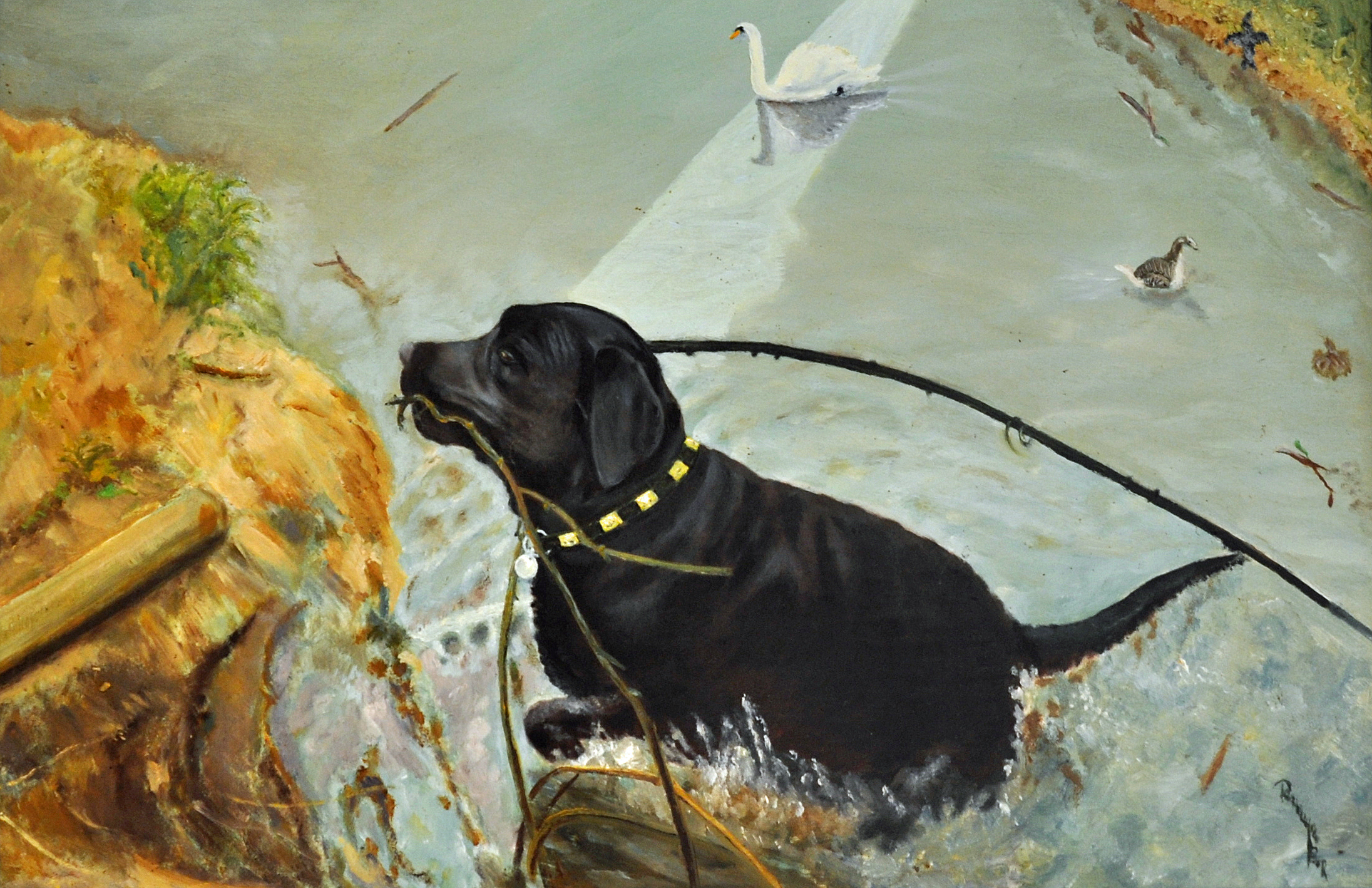
De labrador-retriever

### Publicaties

1983 - 1984 - 1985
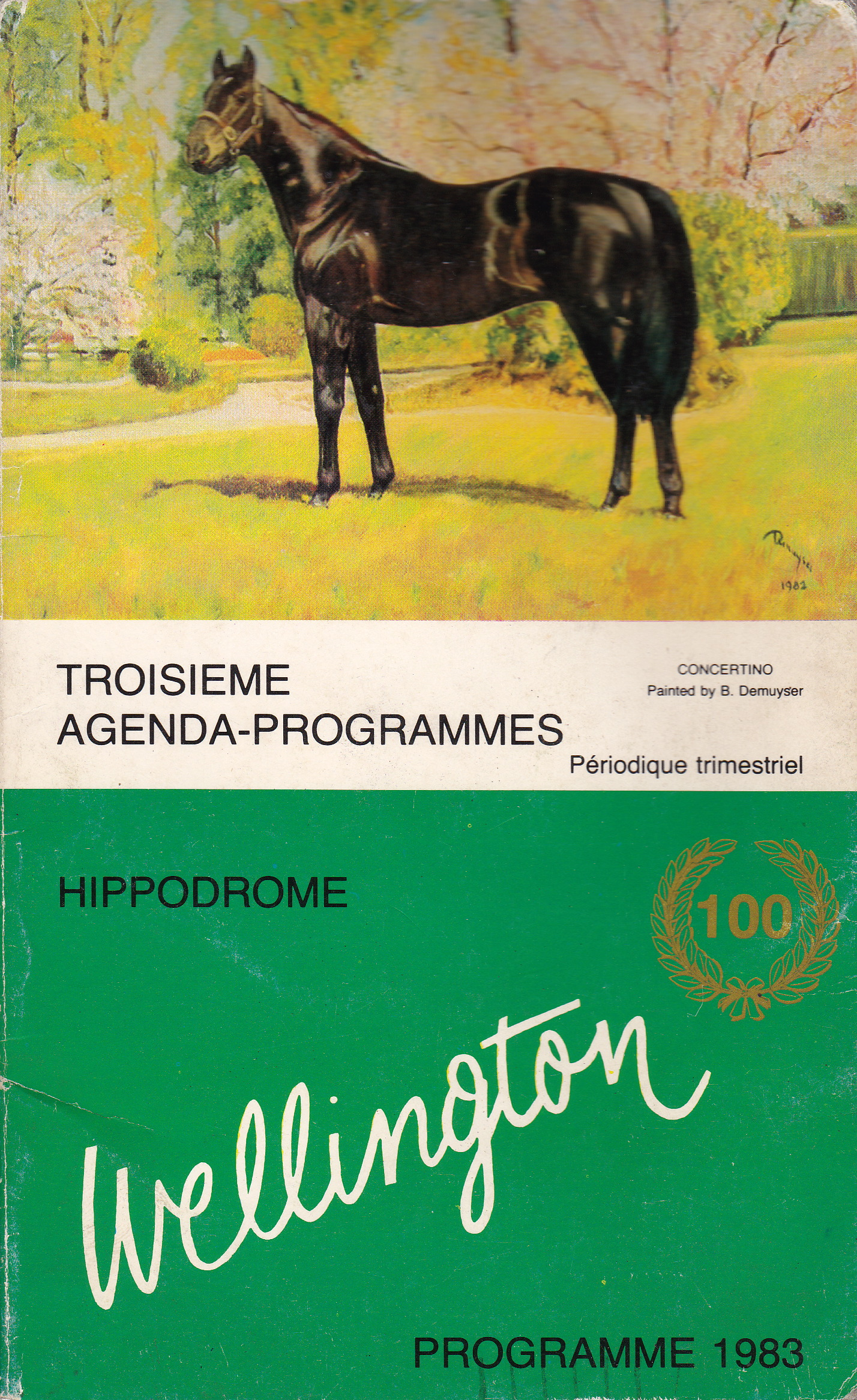
Concertino
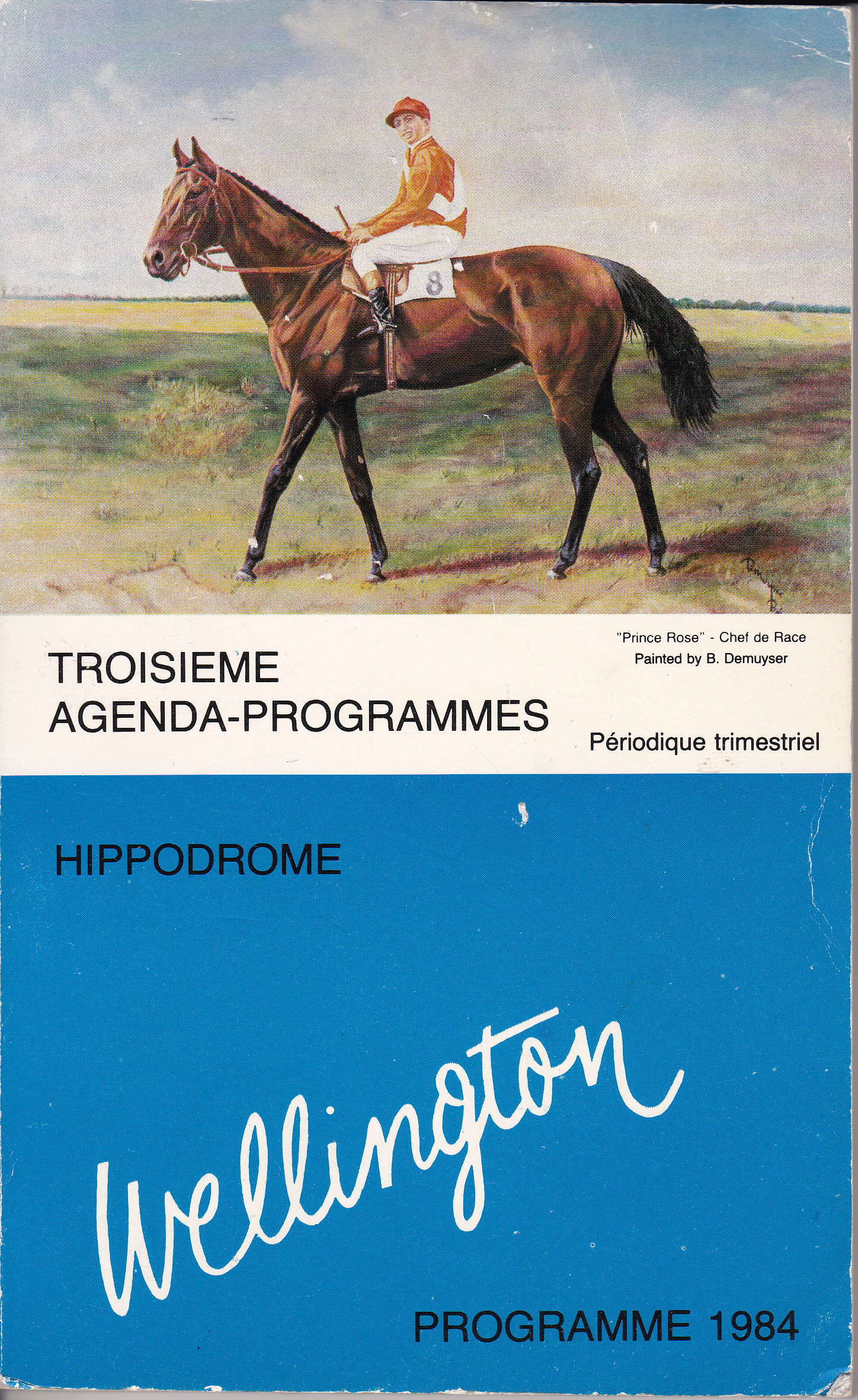
Prince Rose
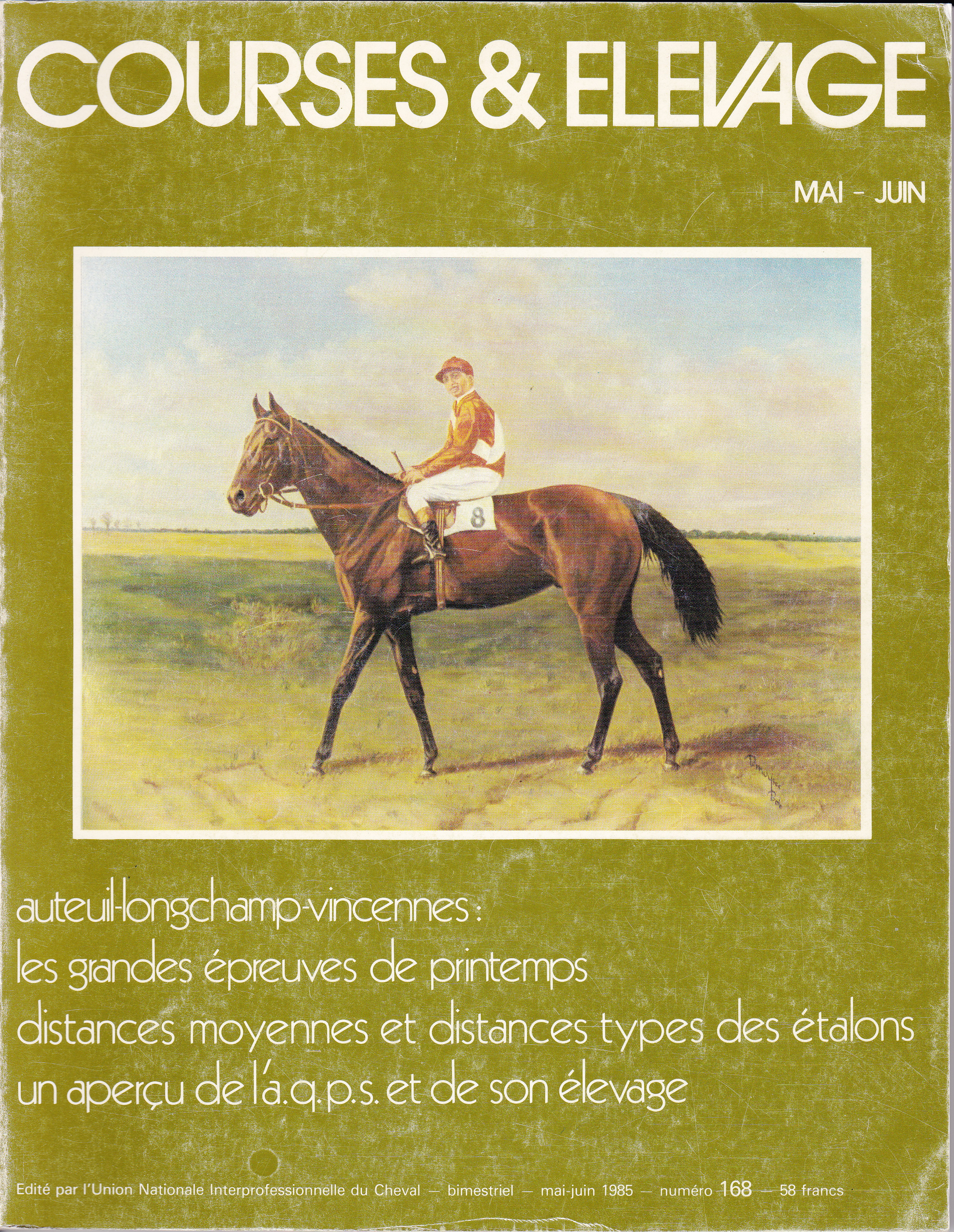
Prince Rose